# Фрактальная размерность
Фракта́льная разме́рность (англ. fractal dimension) — один из способов определения размерности множества в метрическом пространстве. Фрактальную размерность n-мерного множества можно определить с помощью формулы:
{\displaystyle D=-\lim \limits _{\varepsilon \to 0}{\frac {\ln(N_{\varepsilon })}{\ln(\varepsilon )}}}, где {\displaystyle N_{\varepsilon }} — минимальное число n-мерных «шаров» радиуса {\displaystyle \varepsilon }, необходимых для покрытия множества.
Фрактальная размерность может принимать не целое числовое значение.
Основная идея «дробной» (англ. fractured) размерности имеет долгую историю в области математики, но именно сам термин введён в оборот Бенуа Мандельбротом в 1967 году в его статье о самоподобии, в которой он описал «дробную» (англ. fractional) размерность. В этой статье Мандельброт ссылался на предыдущую работу Льюиса Фрайя Ричардсона, описывающую противоречащую здравому смыслу идею о том, что измеренная длина береговой линии зависит от длины мерной палки (шеста) (см. Рис. 1). Следуя этому представлению, фрактальная размерность береговой линии соответствует отношению числа шестов (в определенном масштабе), нужных для измерения длины береговой линии, к выбранному масштабу шеста. Есть несколько формальных математических определений фрактальной размерности, которые строятся на этой базовой концепции, об изменении в элементе с изменением в масштабе.
Одним из элементарных примеров является фрактальная размерность снежинки Коха. Её топологическая размерность равна 1, но это ни в коем случае не спрямляемая кривая, поскольку длина кривой между любыми двумя точками снежинки Коха — бесконечность. Никакая сколько угодно малая часть кривой не является отрезком прямой. Скорее, снежинка Коха состоит из бесконечного числа сегментов, соединённых под разными углами. Фрактальную размерность кривой можно объяснить интуитивно, предполагая, что фрактальная линия — это объект слишком детальный (подробный), чтобы быть одномерным, но недостаточно сложный, чтобы быть двумерным. Поэтому её размерность лучше описывать не обычной топологической размерностью 1, но её фрактальной размерностью, равной в этом случае числу, лежащему в интервале между 1 и 2.

## Введение
Фрактальная размерность — коэффициент, описывающий фрактальные структуры или множества на основе количественной оценки иx сложности, как коэффициент изменения в детали с изменением масштаба:1. Некоторые типы фрактальной размерности можно измерить теоретически и эмпирически(см. Рис. 2). Фрактальные размерности используются для характеристики широкого спектра объектов от абстрактных до практических явлений, например: турбулентность,:97–104 речные сети,:246–247 рост городов, физиология человека, медицина и рыночные тренды. Основная идея дробной или фрактальной размерности имеет долгую историю в математике, которую можно проследить с 1600 года,:19 но сами термины фрактал и фрактальная размерность были введены математиком Бенуа Мандельбротом в 1975.
Фрактальная размерность была впервые введена как коэффициент, описывающий геометрически сложные формы, для которых детали являются более важными, чем полный рисунок. Для множеств, описывающих обычные геометрические формы, теоретическая фрактальная размерность равна обычной Евклидовой или топологической размерности. Таким образом, для множеств, описывающих точки, теоретическая фрактальная размерность равна 0; 1 для множеств, описывающих прямую (множества, имеющие только длину); 2 для множеств, описывающих поверхность (имеющие длину и ширину); 3 для множеств, описывающих объём (множества, имеющие длину, ширину и высоту). Но это меняется для фрактальных множеств. Если теоретическая фрактальная размерность множества превышает топологическую размерность, то считают, что множество имеет фрактальную геометрию.
В отличие от топологической размерности, фрактальный коэффициент может принимать не целочисленное значение, показывая то, что фрактальное множество заполняет пространство не так как его заполняет обычное геометрическое множество. Например, кривая с фрактальной размерностью очень близкой к 1, скажем 1.1, ведёт себя вполне как обычная линия, но кривая с фрактальной размерностью 1.9 намотана в пространстве, почти как поверхность. Подобным образом, ведет себя поверхность с фрактальной размерностью 2.1. Она заполняет пространство почти как обычная поверхность, но поверхность с фрактальной размерностью 2.9 сворачивается и стремится заполнить пространство почти как объём:48. Эту общую связь можно увидеть на 2 изображении фрактальной кривой на см. Рис. 2 и см. Рис. 3 — 32 сегмента, контур на Рис.2, запутанный и заполняющий пространство. Эта фрактальная кривая имеет размерность 1.67 по сравнению с менее сложной кривой Коха на Рис.3, которая имеет фрактальную размерность 1.26.
Отношение между возрастающей фрактальной размерностью и заполняющим пространством может быть принято за фрактальную размерность измеренной плотности, но это не так. Эти два параметра не строго коррелируют. Вместо этого, фрактальная размерность измеряет сложность. Это понятие связано с определенными особенностями фракталов: самоподобие, шаблон и неравномерность. Эти свойства встречаются в примерах фрактальных кривых, которые описаны выше. Обе кривые с топологической размерностью равной 1 так, что можно надеяться, что можно измерить их длину или угловой коэффициент, как с обычными линиями. Но мы не можем сделать что-либо из этих вещей, потому что фрактальные кривые имеют сложность в виде самоподобия и шаблонов, чего нет у обычных линий. Самоподобие лежит в бесконечном масштабе, а шаблон в определяющих элементах каждого множества. Длина между любыми двумя точками этих кривых не определена, потому что теоретически данные конструкции никогда не останавливаются, а повторяют себя бесконечное количество раз. Каждая меньшая часть состоит из бесконечного числа масштабных сегментов, которые выглядят в точности как в первой итерации. Это не спрямляемые кривые, то есть мы не можем разбить их на отдельные сегменты и вычислить приблизительно длину. Мы не можем описать с помощью длины и углового коэффициента. Однако, их фрактальные размерности могут быть определены. Они показывают, как заполняют пространство больше, чем обычные линии, но меньше, чем поверхности, также это позволяет сравнивать их между собой.
Заметим, что две фрактальные кривые, описанные выше, показывают тип самоподобия, который в точности повторяет начальный шаблон, что легко визуализировать. Структуры такого рода могут встречаться и в других пространствах (например, фракталы). Если Кривую Коха расширить в 3-мерное пространство, то её теоретическая фрактальная размерность будет равна 2.5849. Однако, существует сложность при подсчете фрактальной размерности для следующего примера: побережье Великобритании представляет собой приближенную модель с приближенным масштабом:26. В целом, фракталы могут быть разных типов, степеней самоподобия и шаблонов, которые сложно визуализировать. Они включают в себя, в качестве примеров, странные аттракторы: гладкие участки нагромождения:49, множество Жюлиа и частота сердцебиения. Фрактальную сложность не всегда просто вычислить, не опираясь на сложные аналитические методы, которые по-прежнему ведут к ответу через фрактальные размерности:197; 262.

## История
Термины фрактальная размерность и фрактал были введены Мандельбротом в 1975 году, примерно через 10 лет после того, как он опубликовал свою статью о самоподобии побережья Великобритании. Мандельброт объединил и применил сложную теоретическую математику и инженерную работу в новом варианте изучения сложной геометрии. Это послужило вызовом обычным линейным терминам. Самые ранние корни, которые Мандельброт обобщил в понятии «фрактальная геометрия», были четко прослежены в сочинениях о недифференцируемости, бесконечности самоподобных функций, которые являются важными в математическом определении фракталов. Примерно в то время, анализ был опубликован (в середине 1600-х годов):405. Был перерыв в публикации работ о таких функциях. Начиная с конца 1800-х с создания математических функций и множеств, которые сегодня называют каноническими фракталами (такие как одноименные работы фон Коха, Серпинского, Жюлиа), началось обновление в этой сфере. В это время их формулировка часто рассматривалась, как сильно противоречащей математическим «монстрам». Эти работы сопровождались, по-видимому, предположениями, что они являются наиболее ключевым моментом в развитии концепции фрактальной геометрии, через работы Хаусдорфа в начале 1900-х. Хаусдорф определил «дробную размерность», которая сейчас называется его именем и часто привлекается в определении современных фракталов:44.
Смотреть историю фракталов подробнее.

## Роль масштаба
Идея фрактальной размерности лежит в нетрадиционном представлении масштаба и размерности. Это видно на Рис. 4, иллюстрирующего традиционные понятия геометрии, которые формируют масштаб предсказуемо и согласно понятным и знакомым представлениям о пространстве, в котором они содержатся. Например, возьмем линию, поделим её на три равные части, то каждая часть будет длиной в 3 раза меньше, длины изначальной линии. Также это имеет место в плоскости. Если измерить площадь квадрата, а затем измерить площадь квадрата со стороной длиной 1⁄3 от длины стороны начального квадрата, то она окажется в 9 раз меньше площади начального квадрата. Этот масштаб может быть определён математически с помощью правила масштаба по Уравнению 1, где {\displaystyle N} — число деталей, {\displaystyle \epsilon } — коэффициент масштаба, {\displaystyle D} — фрактальная размерность:

| {\displaystyle {N\propto \epsilon ^{-D}}} | \| \| \| \| \| \| \| \| | (1) |
|                                           |                         |     |
|                                           |                         |     |
Символ {\displaystyle \propto } означает пропорциональность. Это правило масштаба подтверждает традиционные правила геометрии масштаба, поскольку для линии — {\displaystyle N}=3, когда {\displaystyle \epsilon }=1⁄3, то {\displaystyle D}=1, и для квадратов, потому что {\displaystyle N}=9, когда {\displaystyle \epsilon }=1⁄3, {\displaystyle D}=2.
То же правило относится и к фрактальной геометрии, но менее интуитивно. Чтобы посчитать для фрактальной линии единичной длины, на первый взгляд, уменьшаем масштаб в 3 раза, в этом случае {\displaystyle N}=4 , когда {\displaystyle \epsilon }=1⁄3 и значение {\displaystyle D} можно найти преобразовав Уравнение 1:

| {\displaystyle {\log _{\epsilon }{N}={-D}={\frac {\log {N}}{\log {\epsilon }}}}} | \| \| \| \| \| \| \| \| | (2) |
|                                                                                  |                         |     |
|                                                                                  |                         |     |
Таким образом, для фрактала, описанного через {\displaystyle N}=4, когда {\displaystyle \epsilon }=1⁄3, {\displaystyle D}=1.2619. В этом случае размерность принимает не целое значение, следовательно, можно предполагать, что фрактал имеет размерность не равную размерности пространства, в которое он встроен.Этот же масштаб используется для Кривой Коха и снежинки Коха. Следует отметить, что сами эти изображения не являются истинными фракталами, поскольку масштабирование описано значением {\displaystyle D} не может продолжать бесконечно по той простой причине, что изображения, существует только в наименьшей точке — пикселя. Теоретическая структура, которая представляет цифровое изображение, не имеет дискретных пикселей, как куски, а состоит из бесконечного числа сегментов под разными углами с фрактальной размерностью равной 1.2619.

## Размерность — не единственный параметр
Как в случае с размерностью, определенной для линии, квадрата и куба, фрактальные размерности — общие характеристики, что не позволяет однозначно определить структуру. Значение {\displaystyle D} для фрактала Коха приводилось выше, например, количественной структуре свойственен масштаб, но этого не достаточно, чтобы построить его. Многие фрактальные структуры и узоры можно построить с таким же масштабом, как у кривой Коха, но всё равно они будут отличаться от кривой Коха (см. Рисунок 6).
Примеры фракталов: см. Фрактал, Треугольник Серпинского, Множество Мандельброта, Диффузия ограниченной агрегации, L-Системы.

## Примеры
Понятие фрактальной размерности, описанное в этой статье, есть классический вид сложной структуры. Примеры, описанные здесь, были выбраны для наглядности. Масштаб и коэффициент известны уже давно. На практике, однако, фрактальные размерности могут быть определены с помощью методов, которые берут приблизительный масштаб. В качестве определения фрактальной размерности в книге Божокина С. В. и Паршина Д. А. «Фракталы и мультифракталы» используют следующую формулу:
{\displaystyle D=-\lim \limits _{\varepsilon \to 0}{\frac {\ln(N_{\varepsilon })}{\ln(\varepsilon )}}}, где {\displaystyle N_{\varepsilon }} — минимальное число n-мерных «шаров» радиуса {\displaystyle \varepsilon }, необходимых для покрытия множества.
Согласно этой формуле, для изолированной точки, отрезка длиной {\displaystyle L}, поверхности площади {\displaystyle S}, пространства объёма {\displaystyle V} фрактальная размерность совпадает с обычной евклидовой размерностью.
Используя эту формулу, можно вычислить фрактальную размерность, например, множества Кантора (см. Рисунок 7). Очевидно, что на {\displaystyle n}-ом шаге получим {\displaystyle 2^{n}} отрезков длиной {\displaystyle {\frac {1}{3^{n}}}}, из чего следует, что фрактальная размерность для множества Кантора равна 0,6309.
Несколько формальных определений разных типов фрактальной размерности приведены ниже. Несмотря на то, что для некоторых классических фракталов все эти размерности совпадают, в общем случае они не эквивалентны:
- Размерность Минковского: D оценивается как экспоненты степенного закона.

{\displaystyle D_{0}=\lim _{\epsilon \rightarrow 0}{\frac {\log N(\epsilon )}{\log {\frac {1}{\epsilon }}}}.}
- Информационная размерность: D рассматривается как средняя информация необходимая для выявления занятой емкости с размером этой емкости;{\displaystyle p} — вероятность.

{\displaystyle D_{1}=\lim _{\epsilon \rightarrow 0}{\frac {-\langle \log p_{\epsilon }\rangle }{\log {\frac {1}{\epsilon }}}}}
- Корреляционная размерность[англ.] D основана на {\displaystyle M} и gε, где {\displaystyle M} — число точек, использованных, чтобы представить фрактал, gε — число пар точек ближе, чем ε друг с другом.

{\displaystyle D_{2}=\lim _{\epsilon \rightarrow 0,M\rightarrow \infty }{\frac {\log(g_{\epsilon }/M^{2})}{\log \epsilon }}}
- Обобщенные размерности Реньи:

Размерность Минковского, информационную и корреляционную размерности можно рассматривать как частный случай непрерывного спектра обобщенных размерностей порядка α, определенных следующим образом:
{\displaystyle D_{\alpha }=\lim _{\epsilon \rightarrow 0}{\frac {{\frac {1}{1-\alpha }}\log(\sum _{i}p_{i}^{\alpha })}{\log {\frac {1}{\epsilon }}}}}
- Размерность Хигути[25]

{\displaystyle D={\frac {d\ \log(L(k))}{d\ \log(k)}}}
- Размерность Ляпунова[англ.]
- Мультифрактальные размерности: специальный случай размерностей Реньи, когда поведение масштаба меняется в разных частях рисунка.
- Неопределённость показателя[англ.]
- Размерность Хаусдорфа
- Упаковочная размерность[англ.]
- Размерность Ассойда[англ.]
- Локально связанная размерность[26]

## Оценка реальных данных
Многие реальные явления показывают ограниченные или статистические фрактальные свойства и фрактальные размерности, которые могут быть оценены из выборки данных, используя компьютер на основе методов фрактального анализа. Практически, измерения фрактальной размерности зависит от различных методологических вопросов, и чувствительны к численному или экспериментальному шуму и ограничены в объёме данных. Тем не менее область быстро развивается в оценке фрактальной размерности для статистически самоподобных явлений. Фрактальная размерность имеет много практических приложений в различных областях, включающих диагностическую визуализацию, физиологию, нейробиологию, медицину, физику, анализ изображений, акустику, нули дзета-функции Римана и электрохимические процессы.
Альтернативой к непосредственному измерению является математическая модель, которая напоминает формирование реального фрактального объекта. В этом случае, проверка также может быть сделана путём сравнения других фрактальных свойств, вытекающих из модели, с данными измерений. В коллоидной физике, системы состоят из частиц с различными фрактальными размерностями. Чтобы описать эти системы, используют вероятностное распределение фрактальной размерности. И в конце концов, время эволюция последних: это процесс, который обусловлен сложным взаимодействием между агрегацией и коалесценцией.

## Замечания
1. ↑  См. графическое представление различных фрактальных размерностей[англ.]
2. ↑  См. Фрактальные параметры